# Vulišinec
Vulišinec falu Horvátországban Varasd megyében. Közigazgatásilag Lepoglavához tartozik.

## Fekvése
Varasdtól 27 km-re délnyugatra, községközpontjától 1 km-re északra  fekszik.

## Története
A falunak 1857-ben 112, 1910-ben 258 lakosa volt. A trianoni békeszerződésig Varasd vármegye Ivaneci járáshoz tartozott. 2001-ben 82 háztartása és 258 lakosa volt.

## Külső hivatkozások
- Lepoglava város hivatalos oldala
- Lepoglava turisztikai egyesületének honlapja